# Reuven Rivlin
Reuven „Ruby” Rivlin (în ebraică ראובן ריבלין, n. 9 septembrie 1939, Ierusalim, Palestina sub mandat britanic) este un politician israelian din partidul conservator Likud. A îndeplinit funcția de președinte al Israelului 2014-2021, iar în data de 2 iunie a pierdut față de Izthak Herzog. A îndeplinit funcția de președinte al Knessetului, parlamentul israelian, între anii 2003-2006 și 2009-2013, avocat de profesie.

## Date biografice
Reuven Rivlin s-a născut la Ierusalim, în Palestina mandatară, ca fiu al orientalistului și arabologului Yossef Yoel Rivlin, profesor la Universitatea Ebraică și descendent al familiei Rivlin care s-a stabilit la Ierusalim la începutul secolului al XIX-lea, odată cu emigrarea din Lituania a învățăceilor rabinului Eliyahu Hagaon din Vilna.
Reuven Rivlin a studiat dreptul la Universitatea Ebraică și, drept consecință a educației primite de la tatăl său, stăpânește bine limba arabă.

## Activitatea politică
A fost membru al Knessetului din partea partidului Likud mai întâi între anii 1988-1992 și apoi a fost reales in Knesset începând din anul 1996.
În trecut a încercat (în anul 1988) să fie ales primar al Ierusalimului (pierzând în favoarea 
primarului în funcție, Teddy Kollek) și în anul 2007 a candidat la funcția de președinte al Israelului, eșuând în fața candidaturii lui  Shimon Peres. A îndeplinit ,între altele, funcția de ministru al telecomunicațiilor în primul cabinet Ariel Sharon. 
În anul 2007 s-a împotrivit cu vehemență aplicării planului lui Ariel Sharon de deconectare fără negocieri a Israelului de Fâșia Gaza. În multe rânduri a luat poziție împotriva încercărilor din partea unor factori naționaliști din rândurile evreilor de a limita drepturile de expresie ale unor deputați arabi israelieni, care obișnuiesc să atace consecvent și fără menajamente politica internă și externă a guvernelor țării. 
A boicotat ceremonia de la Memorialul Yad Vashem din Ierusalim la care a participat papa Benedict al XVI-lea.
A fost criticat pentru ceea ce s-a considerat de către unii, încălcări ale neutralității funcției de președinte al Knessetului în perioada deciziei de retragere din Fâșia Gaza și în virtutea opoziției sale față de tendința unora din judecători în frunte cu profesorul Aharon Barak de extindere a prerogativelor Curții Supreme în defavoarea parlamentului.
Apreciat ca un excelent parlamentar, în anul 2012 i s-a decernat titlul de cavaler al guvernării de calitate din partea Mișcării israeliene pentru calitatea guvernării.
În anii 2013-2014 nu a avut sprijinul liderului partidului său, premierul Netanyahu, și nu a fost reales în fruntea Knessetului, fiindu-i preferat un candidat mai puțin nonconformist, Yuli-Yoel Edelstein
Reuven Rivlin a fost ales președinte al Israelului la 10 iunie 2014, în urma unui al doilea tur de scrutin în parlament, în fața contracandidaturii lui Meir Shitrit din partidul de centru Hatnuá. Rivlin a fost instalat în funcție la 24 iulie 2014, urmându-i lui Shimon Peres începând din 28 iulie 2014.
Reuven Rivlin a fost căsătorit cu Nehama, fiică a moshavului Tel Mond, care a decedat, și tatăl a patru copii. Din anii 1960 este vegetarian din motive de principiu. Din copilărie este un fan al echipei de fotbal Beitar Ierusalim, fiind în trecut consilierul ei juridic și chiar conducător al clubului.